# Partula faba
Partula faba é uma espécie de molusco gastrópode terrestre da família Partulidae.
Foi coletada na expedição do capitão James Cook, em 1769, sendo endémica da Polinésia Francesa, em Raiatea e Tahaa, com o último exemplar extinto no Jardim Zoológico de Edimburgo em 21 de fevereiro de 2016. Foi a primeira espécie de Partula descrita, classificada por Gmelin no ano de 1791. Suas conchas eram de coloração castanha, com a parte superior de cada volta da espiral mais escurecida e apresentando o lábio externo branco e expandido. Chegam a 2.5 centímetros e são a espécie tipo de seu gênero.
A provável causa de sua extinção reside na introdução da espécie invasora Euglandina rosea na região da Polinésia Francesa a partir do ano de 1977.